# Большекитякское сельское поселение
Большекитя́кское се́льское поселе́ние — муниципальное образование в составе Малмыжского района Кировской области России.
Административный центр — село Большой Китяк.

## История
Большекитякское сельское поселение образовано 1 января 2006 года согласно Закону Кировской области от 07.12.2004 № 284-ЗО.

## Население
| 2010 | 2012  | 2013  | 2014  | 2015 | 2016 | 2017 |
| ---- | ----- | ----- | ----- | ---- | ---- | ---- |
| 1169 | ↘1136 | ↘1085 | ↘1028 | ↘993 | ↘969 | ↘956 |
| 2018 | 2019  | 2020  | 2021  |      |      |      |
| ↘949 | ↘906  | ↘882  | ↘820  |      |      |      |

## Состав сельского поселения
В состав сельского поселения входят 8 населённых пунктов
| № | Населённый пункт | Тип населённого пункта       | Население |
| - | ---------------- | ---------------------------- | --------- |
| 1 | Акбатырево       | деревня                      | 88        |
| 2 | Большой Китяк    | село, административный центр | 367       |
| 3 | Кошай            | деревня                      | 76        |
| 4 | Малый Китяк      | деревня                      | 257       |
| 5 | Средний Ноныгерь | деревня                      | 40        |
| 6 | Старый Бурец     | село                         | 202       |
| 7 | Старый Ноныгерь  | деревня                      | 106       |
| 8 | Янгулово         | деревня                      | 33        |